# Żywot Józefa (moralitet)
Żywot Józefa – moralitet (znany także pod tytułem: Żywot Jozepha) Kazimierza Dejmka według staropolskiego tekstu Mikołaja Reja pod tym samym tytułem. Jeden z pięciu (obok Dialogus de Passione, Historyji o chwalebnym Zmartwychwstaniu Pańskim, Uciechach staropolskich i Grze o Narodzeniu i Męce) staropolskich utworów misteryjnych w realizacji scenicznej Kazimierza Dejmka.
Prapremiera: 6 kwietnia 1958 roku w Teatrze Nowym w Łodzi (scenografia Zenobiusz Strzelecki, muz. Witold Krzemiński, choreogr. Marcela Hildebrandt-Pruska).

## Budowa moralitetu Kazimierza Dejmka z roku 1958[1]
Żywot Józefa
widowisko staropolskie w trzech częściach (dialogi staropolskie): 
- Intermedium "O śmierci piekarza i cudownym jego zmartwychwstaniu z grobu
- Sprawa piąta, która dzieje się w pałacu Faraona i w Izraelu w domu Jakuba
- Epilog

## Budowa moralitetu Kazimierza Dejmka z roku 1985[2]
Żywot Józefa
moralitet w czterech Sprawach ze świeckimi krotofilami takoż ku nauce:
- Krotofila kupiecka
- Krotofila piekarska
- Krotofila diabelska

Z muzyką autorów: Wacław z Szamotuł, Cyprian Bazylik, ]Mikołaj Gomółka i Anonimy z XVI i XVII wieku w wykonaniu Musicae Antique Collegium Varsoviense i solistami: Wiesław Schmidt (sopran), Barbara Tuszyńska (alt), Rajmund Janowski (tenor), Ryszard Drabczyński (bas).

## Ważniejsze spektakle
- 1965 – Teatr Narodowy w Warszawie – reż. K. Dejmek.
- 1985 – Teatr Polski w Warszawie – reż. Kazimierz Dejmek.
- 2005 – słuchowisko radiowe w Teatrze Polskiego Radia – reż. Janusz Kukuła.
- 2005 – Teatr TV – reż. Piotr Tomaszuk, zdjęcia: Jarosław Szoda.

## Źródła
- Mikołaya Reya z Nagłowic Żywot Jozepha z pokolenia żydowskiego syna Jakubowego, rozdzielony w rozmowach person ktory w sobie wiele cnot y dobrych obycziow zamyka, moralitet w czterech Sprawach ze świeckimi krotofilami takoż ku nauce [program spektaklu], red. Halina Zakrzewska. Warszawa. Teatr Narodowy, 1965.
- Ewa Nawrocka, „Żywot Józefa” Mikołaja Reja na scenach polskich, w: Studia nad Mikołajem Rejem pod red. Bronisława Nadolskiego. Gdańsk. Wrocław. Ossolineum, 1971, s. 143-182.